# Hoplia mulleri
Hoplia mulleri är en skalbaggsart som beskrevs av Nonfried 1895. Hoplia mulleri ingår i släktet Hoplia och familjen Melolonthidae. Inga underarter finns listade i Catalogue of Life.